# 織田信秀
织田信秀（1511年—1552年4月8日），日本戰國時代尾張國武将，戰國大名。織田信長之父。

## 生平

### 就任家督
織田信秀是尾張國勝幡城主、清洲三奉行之一織田信定之长子，出生年份通說為1511年，但也有主張生於1510年等觀點。
織田信定是尾張國守護代、统治尾张下四郡的織田大和守家的庶流，是织田大和守家重臣清州三奉行之一，官位为弹正忠。在大永年间（1521-1528年），信定修建胜幡城，并将位于伊势湾木曾川河口附近的港口兼津岛神社门前町的津岛纳入统治范围，扩大了自家的势力。:33-40
信定在将家督之位让给信秀的时间在大永6年（1526年）4月至次年（1527年）6月之间。天文元年（1532年），织田信秀与主家的织田达胜及清洲三奉行之一小田井城主织田藤左卫门发生冲突，其后议和。信秀为了巩固议和的结果并夸示自己的强大，在次年1533年邀请京都的蹴鞠宗家飞鸟井雅纲和公卿山科言继，在7月8日在胜幡城召开了蹴鞠会，当时宾客以外前来观览的有100人左右。7月27日，蹴鞠会又在清洲城举行了数日:21-30:43-50。

### 扩张势力
天文7年（1538年）左右，织田信秀以计谋夺取了今川氏丰的居城那古野城（今名古屋城），并以此作为自己的居城，扩展了在爱知郡的势力。（其长子织田信长生于天文3年，即1534年。）:63-66
天文8年（1539年），织田信秀又在那古野城附近修筑了新居城古渡城，并获得了经济发达的热田作为自家的第二个经济中心。而那古野城在信长幼年时或其元服前被授予信长:120,121。天文17年（1548年），信秀又修筑了新居城末森城。与同时代数代当主使用同一居城的大名相比，信秀的这一战略可以说与众不同:121-126。
织田信秀的势力随着经济的增长而壮大，信秀通过上洛之举获得了从五位下备后守的官位。信秀也参见了足利幕府将军足利义辉。天文9年（1540年），信秀为伊势神宫的迁宫捐献了木材和700贯钱:63-66。同年9月，朝廷为了表示感谢，任信秀为三河守，这在尾张附近是破例的:63-66。天文12年（1543年），信秀又向朝廷献上4000贯的内里修理费，以体现对朝廷的重视:108-110。
三河的松平清康曾在享禄2年（1529年）进攻尾张，并占领了原属信秀的春日井郡品野城和爱知郡岩崎城。天文4年（1535年）松平清康在今川家支持下又进攻守山城，然而因军阵中发生内乱（守山崩）而身死。信秀趁松平家内乱侵入三河，天文9年（1540年）夺取安祥城，令庶长子织田信广为城主。天文11年（1542年）信秀又在第一次小豆坂之战之战中击败今川家，稳固了自己在西三河的权益。不过关于此次战斗的记载仅见于《信长公记》，此战在今川家向三河扩展势力过程中的地位也未有定论。:21-30
天文11年（1542年），美浓国守护土岐赖艺和其子赖次被斋藤道三放逐。信秀收留了赖艺父子，并联合庇护了上上任美浓守护之子、土岐赖艺之侄赖纯的越前大名朝仓孝景，进军美浓与道三交战，并在几年间短暂地占有了美浓的大垣城。:81-84
至此信秀的势力达到了全盛。在仍与主家织田大和守家保持臣属关系的同时，实际的地位和权威都已经超过了大和守家及其主家尾张守护斯波家。信秀将其弟信康、信光等一门众和家臣配置在尾张国各紧要之地，成为了尾张国内具有压倒性优势的战国大名。然而，信秀终其一生仍是尾张国守护代下属的奉行，尽管与周边邻国的斋藤、松平、今川等大名争雄，在尾张国内仍反复与形式上的主家大和守家以及另外两家奉行乃至犬山城的织田信清相互斗争，并未扫除这些势力，未能统管尾张一国。有观点认为信秀仍然尊重古来的尊卑名分，故而真正统一尾张的任务只能留待其子信长。:21-30

### 势力衰退和落幕
天文13年（1544年），信秀进攻斋藤道三的居城稻叶山城，虽然进军至城外，遭受反击而大败，即加纳口之战。天文17年（1548年），犬山城主织田信清和乐田城主织田宽贞谋反，信秀成功镇压并使其臣服。同年，道三起兵意图夺回大垣城，信秀出兵援救。趁此机会，守护代家继任当主织田信友占领了古渡城。信秀返回后又和大和守家冲突，最终和解。:86-88大垣城后回到斋藤家手中。
1548年，信秀在第二次小豆坂之战中被太原雪斋击败，在第三次安城合战中也败北而失去了三河的安祥城，庶长子信广被今川家捕虏。信秀用手中的松平家人质松平广忠嫡子竹千代（德川家康）从今川家手中换回了信广。此战后信秀失去了西三河领地。:122-127
信秀外有敌对的今川和斋藤家，内有不断相争的守护代与大和守家，为打破困局，他在1548年与斋藤道三议和并商定联姻。天文18年（1549年）织田信长迎娶了斋藤道三之女归蝶:128,129。然而就在这一时期信秀病重卧床，并且为外人所知晓。有证据表明至少从11月起信长就代理父亲对外下达命令:137-137。
天文19年（1550年）8月今川家以5万大军进攻，知多郡的水野家降伏于今川；同年12月爱知郡鸣海城主山口教继倒向今川，并以计谋削弱周围织田信秀的势力。信秀于天文22年（1553年）3月3日（公历4月8日）在末森城死去:139,140,146-150，享年42岁。家督由嫡长子信长继承。葬礼举行于万松寺，规模盛大，有300名僧侣参与:150,151。
关于织田信秀的殁年，也有其他各种说法：天文18年（1549年）说:46-50、天文20年（1551年）说、天文21年（1552年）说。:146-150

## 特徵
信秀雖然名聲遠不如其子信長，作為武將也是智勇兼備的。信秀使得織田彈正忠家在尾張國能夠凌駕守護斯波家、上四郡守護代織田伊勢守家、主家下四郡守護代織田大和守家和清州三奉行的另外兩家，並將自家實力一度擴展到西三河，為信長做了重要的鋪墊。:238-240信秀有眾多的優點，被信長所繼承。
根據《名古屋合戰記》的描述，信秀為了奪取那古野城，使用了巧妙的謀略。他主動接近年少的城主今川氏豐，投其所好，與喜好連歌的氏豐成为詩友，麻痹其警戒心，從而獲准連日留宿在那古野城。實際奪取的時候，信秀先在留宿那古野城時装病，牽制城内人員，然裡應外合，並在城下放火以擾亂今川的軍心，迅速占領了那古野城。即使《名古屋合戰记》的细節描寫並非完全属實，信秀迅速夺取那古野城是毫无疑問的，可見其智略。:49,50,62-67
而信秀重視也商業。他以繼承自父親的居城勝幡城为起點，先後將經濟活動發達的津島、熱田纳入自己的勢力，與同時代的大名相比，他具有重視經濟的先見之明:227-231。信秀先後為了戰略目的從勝幡城遷移居城到那古野城、古渡城、末盛城，相較於同時代的戰國大名，例如武田家、朝倉家、後北條家，以及毛利元就、上杉謙信等完全不移動居城的做法，可以認為他的居城移動對勢力的擴張有積極的作用:201-206。此外，信秀在被攻城的時候不會墨守成規而選擇迎擊；重用家族中的兄弟子侄、積極以姐妹、女兒聯姻；有關農民和農地政策的上疏也特別的關注。這些特徵都被信長所繼承:206-209,211-214,231-232。關於信秀的家族，儘管他僅活到40幾歲，卻有12個兒子和10個以上的女兒:153-154。
信秀屢次苦戰而最終成長為戰國大名，天文13年（1544年）在美濃敗北之後不久仍然能夠迎来朝廷的敕使。他的兒子信長就像繼承了這種堅韌不屈的性格般，成功地打破了第一信長包圍網以及其他數次的困境:13-17,237,238。天文12年（1543年），信秀向朝廷進貢4000貫文的重金，體現了重視與朝廷關係，利用朝廷權威的思想，這一點也被信長繼承:226。
嫡長子信長雖然在重臣和其側近中風評不佳，信秀仍然將那古野城賜給了信長，並一直以信長為自己的繼承人，可見信秀對信長的認同和信賴。:158-162
京都市東山區建仁寺塔頭寺院中的禪居庵摩利支天堂在天文5年（1536年）為法華一揆燒毀，信秀於天文16年（1547年）將之重建。

## 家族

### 先祖
祖父为織田良信，父亲是織田信定。生母为含笑院殿（織田良賴之女）。

### 妻室
- 元配：織田氏（織田達勝之女，後來離婚）
- 繼室：土田御前（土田秀久之女）
- 側室：織田敏信之女、養德院（池田政秀之女）、岩室氏（岩室孙三郎次盛之女）

### 弟
織田信康（犬山城主，犬山織田家家主）、織田信光、織田信實、織田信次、织田信正（有争议）

### 妹
松平信定妻、长荣寺夫人（牧长义妻）、岩村夫人（远山景任妻，后为秋山信友妻）、秋月院夫人（织田信安妻）

### 子女
信秀有12个儿子：織田信廣（庶長子）、織田信長、織田信行、織田信包、織田信治、織田信時、織田信興、織田秀孝、織田秀成、織田信照、織田長益（有樂齋）、津田長利
信秀的女儿有：犬山殿（織田信清妻）、阿市之方（或稱小谷夫人）（初嫁淺井長政，丈夫死後多年又改嫁給柴田勝家）、小田井殿或榮輪院殿（織田信直妻）、小幡殿（織田信成妻）、阿犬之方（大野殿、大野姬）（初嫁大野城主佐治信方的正室，後來改嫁細川昭元）、信德院（おとくの方、小林殿，小林城主牧長清妻）、乃夫殿（津田元秀妻）、くらの方（大橋重長妻）、神保及稻叶夫人（初嫁神保氏張，後來改嫁稻葉貞通）、苗木夫人（苗木城主苗木勘太郎可能与遠山直廉为同一人）、飯尾尚清妻、齋藤秀龍侧室 、織田出雲守妻、丹羽氏胜继室、津田出云守妻。

## 登場作品
影視劇
- THE LEGEND & BUTTERFLY（2023年、東映、演：本田博太郎）
- 怎麼辦家康（2023年、NHK大河劇、演：藤岡弘）